# Joseph Giunta (Maler)
Joseph Giunta (* 2. Oktober 1911 in Montreal; † 29. Januar 2001 ebenda) war ein kanadischer Maler.
Bereits im Alter von 14 Jahren begann Joseph Giunta mit der Malerei. Er studierte Kunst am Kulturzentrum Monument-National und dann an der École des beaux-arts de Montréal. Studienkollegen wurden 1925 Adrien Herbert und 1930 Johnny Johnston. Studienaufenthalte führten ihn in die USA nach Boston aber auch nach Frankreich und Italien.